# Episodi di In tour (prima stagione)
Gli episodi della prima stagione di In tour vanno in onda dal 13 maggio 2011 su Disney Channel Italia.
| nº | Titolo                          | Prima TV Italia |
| -- | ------------------------------- | --------------- |
| 1  | Pops vs Rolling                 | 13 maggio 2011  |
| 2  | Conferenza stampa               | 13 maggio 2011  |
| 3  | Sabotaggio                      | 20 maggio 2011  |
| 4  | Vanessa                         | 20 maggio 2011  |
| 5  | Il plettro d'oro                | 27 maggio 2011  |
| 6  | Canzone d'amore                 | 27 maggio 2011  |
| 7  | Il nuovo testo                  | 3 giugno 2011   |
| 8  | Le gaffe di Tom                 | 3 giugno 2011   |
| 9  | Video musicale                  | 10 giugno 2011  |
| 10 | Critico musicale                | 10 giugno 2011  |
| 11 | L'allergia                      | 17 giugno 2011  |
| 12 | Bos                             | 17 giugno 2011  |
| 13 | Bodyguard                       | 24 giugno 2011  |
| 14 | La messiscena                   | 24 giugno 2011  |
| 15 | L'agendina elettronica          | 1º luglio 2011  |
| 16 | È sparita una star              | 1º luglio 2011  |
| 17 | I giorni del non giovane Werner | 8 luglio 2011   |
| 18 | Wollywood                       | 8 luglio 2011   |
| 19 | Cibo sano                       | 15 luglio 2011  |
| 20 | Sos concerto                    | 15 luglio 2011  |
| 21 | L'ammiratore misterioso         | 22 luglio 2011  |
| 22 | Sbiellati                       | 22 luglio 2011  |
| 23 | La cura del rosso               | 29 luglio 2011  |
| 24 | Convivenza difficile            | 29 luglio 2011  |

## Il nuovo testo
Lenny, Fil e Ricky cercano di scrivere una nuova canzone, ma non riescono a concludere nulla. Decidono allora di rubare ai Pops il testo che hanno appena finito di comporre, ma appena provano a cantarlo al concerto, si scopre che il testo non era altro che la lista della spesa dei Pops.

## La gaffe di Tom
Vanessa regala a Tom una sagoma di cartone con la propria foto, ma Alice, gelosa, la straccia davanti agli occhi della ragazza, che diventa fan di Lenny. Poi, durante il concerto, Tom le dedica una canzone per farsi perdonare e tutto torna come prima.
- Canzoni presenti: "Una vita per me"